# 百老匯爵士樂
百老匯爵士樂（Broadway Boogie-Woogie）是畫家皮特·蒙德里安的最後畫作，完成於1943年，就在他在1940年搬到紐約後不久。
此畫現正存放在美國紐約現代美術館，被譽為抽象派的大師之作，和蒙德里安本人的高峰作品。雖然蒙德里安終身都繪畫抽象畫，但這一幅的靈感來自真實世界的例子：紐約曼哈頓城市規劃的方格，和現代人極喜愛的爵士樂。那些一向用來切割畫面的粗黑綫條，這時變成寛粗的黃綫，中間還夾雜着紅、藍、灰等色塊，以及方塊中的方塊。

## 外部連結
- Broadway Boogie-Woogie （页面存档备份，存于） in the MoMA Online Collection
- （页面存档备份，存于） An Explanation of Broadway Boogie Woogie by Artist Michael Sciam